# Mount Finley
Mount Finley ist ein markanter und 3470 m hoher Berg in der antarktischen Ross Dependency. Er ragt 8 km südsüdwestlich des Mount Oliver aus einem Bergrücken in den Prince Olav Mountains auf, der sich vom Mount Wade nach Süden erstreckt.
Der US-amerikanische Polarforscher Richard Evelyn Byrd benannte ihn nach John Huston Finley (1863–1940), Präsident der American Geographical Society zum Zeitpunkt der Byrd Antarctic Expedition (1928–1930).